# Reggenza di Soppeng
La reggenza di Soppeng (in indonesiano: Kabupaten Soppeng) è una reggenza dell'Indonesia, situata nella provincia di Sulawesi Meridionale.